# Asemolea macaranduba
Asemolea macaranduba är en skalbaggsart som beskrevs av Maria Helena M. Galileo och Martins 1998. Asemolea macaranduba ingår i släktet Asemolea och familjen långhorningar. Inga underarter finns listade.